# Timothy Garton Ash

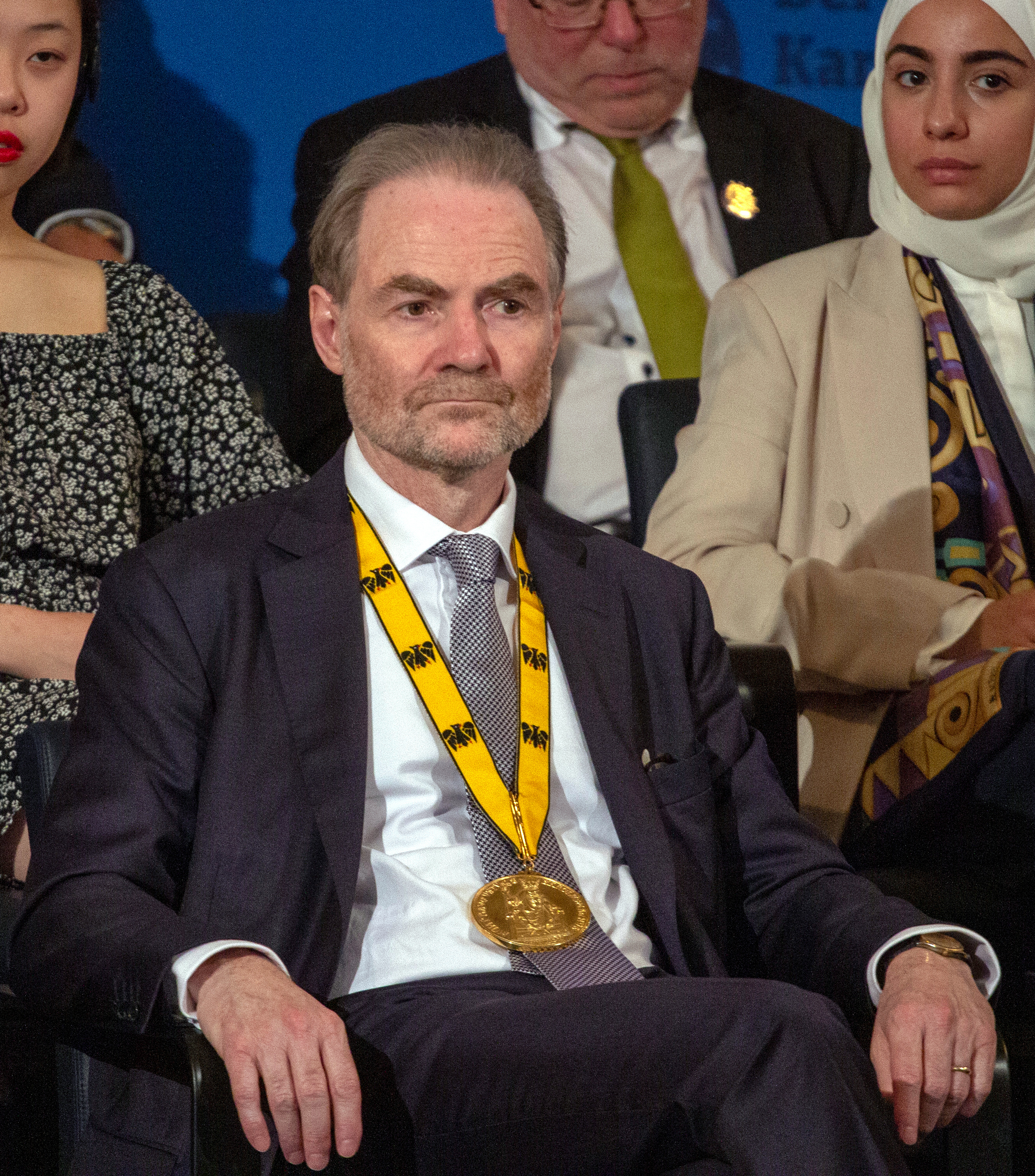
Timothy Garton Ash (2019)

Timothy Garton Ash (ur. 12 lipca 1955 w Londynie) – brytyjski historyk, zajmuje się głównie historią Europy po 1945. 

## Życiorys
Syn Lorny Freke i księgowego Johna Gartona Asha (1919–2014), który służył jako obserwator w 86 Pułku Artylerii Polowej w walkach na froncie zachodnim II wojny światowej. Wykształcenie odebrał w St Edmund's School w Hindhead w hrabstwie Surrey i w Sherborne School w hrabstwie Dorset. W 1974 studiował historię nowożytną w Exeter College na Uniwersytecie Oksfordzkim. Po podjęciu studiów doktoranckich w St Antony’s College w Oksfordzie wyjechał w 1978 dzięki stypendium Deutscher Akademischer Austauschdienst na Wolny Uniwersytet Berliński w Berlinie Zachodnim. Porzucił badania nad Berlinem w dobie III Rzeszy (doktoratu nie ukończył) i zajął się pisaniem o Niemieckiej Republice Demokratycznej. W 1980 przeniósł się na Uniwersytet Humboldtów w Berlinie jako pierwszy uczestnik wymiany studenckiej pomiędzy Wielką Brytanią a NRD. Znajdował się pod obserwacją Stasi z powodu podejrzeń o pracę wywiadowczą.
W latach 80. pracował jako redaktor działu zagranicznego dla brytyjskiego tygodnika „The Spectator” i regularny komentator dla dziennika „The Independent”. Był jednym z pierwszych dziennikarzy zachodnich, którzy przybyli do Stoczni Gdańskiej im. Lenina podczas strajku w sierpniu 1980 i spotkał się tam z Lechem Wałęsą. W styczniu 1981 był świadkiem strajków rzeszowsko-ustrzyckich, obserwując w Rzeszowie obrady Krajowej Komisji Porozumiewawczej z udziałem Wałęsy. Przeprowadził wywiady z liderami polskiej opozycji: Bronisławem Geremkiem, Jerzym Turowiczem, Bohdanem Cywińskim, Janem Kielanowskim i Jerzym Milewskim, a także z wiceministrem rolnictwa Zdzisławem Grochowskim. Po wydaleniu z Polski przez władze odwiedził także Czechosłowacką Republikę Socjalistyczną, Węgierską Republikę Ludową, Albańską Socjalistyczną Republikę Ludową i Socjalistyczną Republikę Bośni i Hercegowiny w ważnych dla tych krajów momentach. Współpracował z polskimi wydawnictwami podziemnymi „Krytyka" i „Tygodnik Mazowsze”. W latach 1986–1987 zajmował stanowisko w Woodrow Wilson International Center for Scholars w Waszyngtonie. W szeroko cytowanym eseju z 1986 Does Central Europe Exist? (Czy istnieje Europa Środkowa?) ogłosił wskrzeszenie dawnego niemieckiego pojęcia Europy Środkowej przez dysydentów w Pradze i Budapeszcie na określenie antyradzieckiej tożsamości regionalnej. Był obecny podczas przemówienia Viktora Orbána na Placu Bohaterów w Budapeszcie 16 czerwca 1989 i przy upadku Muru Berlińskiego w listopadzie 1989. W marcu 1990 na zaproszenie premier Margaret Thatcher wziął m.in. obok historyków Normana Stone'a i Hugh Trevora-Ropera udział w poufnym seminarium poświęconym ponownemu zjednoczeniu Niemiec w posiadłości Chequers.
W 1990 został wykładowcą St Antony's College w Oksfordzie, w 2000 objął także niepełny etat jako senior fellow w Hoover Institution przy Uniwersytecie Stanforda, a w 2004 otrzymał stanowisko profesora europeistyki na Uniwersytecie Oksfordzkim. Był od 2000 do 2006 dyrektorem, a następnie honorowym przewodniczącym Centrum Studiów Europejskich w St Antony’s College w Oksfordzie. Zasiada w komitecie sterującym Reuters Institute for the Study of Journalism na Uniwersytecie Oksfordzkim.
Od 2004 jest stałym felietonistą dziennika „The Guardian”. Jego eseje ukazują się także na łamach czasopism: „The New York Review of Books”, „The New York Times”, „The Washington Post”, „Prospect Magazine”, „The Wall Street Journal”, „The Globe and Mail”. W Polsce jego teksty publikuje „Gazeta Wyborcza”.
Laureat „David Watt Memorial Prize”, „Commentator of the Year” brytyjskiego programu „What the Papers Say”, „Premio Napoli”, „Imre Nagy Memorial Plaque”, „Hoffmann von Fallersleben Prize”, „Orwell Prize”, „Somerset Maugham Award” (za Polska rewolucja. „Solidarność” 1980–1982) i fińskiej nagrody im. Kullervo Killinena. W 2005 r. zaliczony do 100 najważniejszych intelektualistów magazynu „Prospect and Foreign Policy” (2005) oraz 100 najbardziej wpływowych ludzi „Time magazine”. Uhonorowany tytułem doktora honoris causa przez University of St Andrews w Szkocji oraz Katholieke Universiteit Leuven w Belgii.
Kawaler Orderu św. Michała i św. Jerzego, Orderu Zasługi Rzeczypospolitej Polskiej, Orderu Zasługi Republiki Federalnej Niemiec oraz Medalu Zasługi Republiki Czeskiej. Odznaczony Medalem Wdzięczności Europejskiego Centrum Solidarności (2010). W 2019 wybrany członkiem Polskiej Akademii Umiejętności.
Mówi biegle po niemiecku i polsku. Wraz z żoną Danutą (Polką poznaną w Berlinie Zachodnim), historykiem sztuki i dwoma synami, Thomasem, studentem filozofii, i Alekiem, studentem anglistyki, mieszkają w Oksfordzie. Do wypromowanych przez niego doktorów należy Timothy Snyder (1995).

## Prace wydane w języku polskim
- Polska rewolucja. Solidarność (The Polish revolution: Solidarity, wyd. pol. Polonia, 1987 ISBN 0-902352-58-X, wyd. kraj. niezależne: Most 1987; Krąg 1988 i 1989; wyd. kraj. oficjalne: Res Publica 1990 ISBN 83-7046-080-1)
- Niemieckość NRD (The Germanness of the DDR, wyd. pol. Londyn: Aneks 1989 ISBN 0-906601-67-3, wyd. kraj. niezależne: Krąg, Aneks 1989)
- Wiosna obywateli. Rewolucja 1989 widziana w Warszawie, Budapeszcie, Berlinie i Pradze (wyd. pol. Polonia, 1990)
- Pomimo i wbrew – Eseje o Europie Środkowej (wyd. pol. Polonia, 1990)
- W imieniu Europy. Niemcy i podzielony kontynent (In Europe’s name, wyd. pol. Aneks, 1996)
- Historia na gorąco. Eseje i reportaże z Europy lat 90 (History of the present: essays, sketches and despatches from Europe in the 1990s 1999, wyd. pol. Znak 2000)
- Wolny świat. Dlaczego kryzys Zachodu jest szansą naszych czasów (Free world: why a crisis of the West reveals the opportunity of our time 2004, wyd. pol. Znak 2005)
- Teczka. Historia osobista (The file: a personal history, 1997, wyd. pol. Znak 2006)
- Jesień wasza, wiosna nasza (We the People: The Revolution of 1989 Witnessed in Warsaw, Budapest, Berlin, and Prague, 1990, wyd. pol. Wydawnictwo Krytyki Politycznej 2009)
- Wolne słowo. Dziesięć zasad dla połączonego świata (Free Speech: Ten Principles for a Connected World, 2016, wyd. pol. Znak 2018)
- Obrona liberalizmu. Eseje o wolności, wojnie i Europie (antologia, Fundacja Kultura Liberalna 2022)
- Homelands. Historia osobista Europy (Homelands: A Personal History of Europe, 2023, wyd. pol. Znak Horyzont 2024)